# Prowincja Nakhon Nayok
Nakhon Nayok (taj. นครนายก) – jedna z centralnych prowincji (changwat) Tajlandii. Sąsiaduje z prowincjami Saraburi, Nakhon Ratchasima, Prachinburi, Chachoengsao i Pathum Thani.